# Aharon Remez

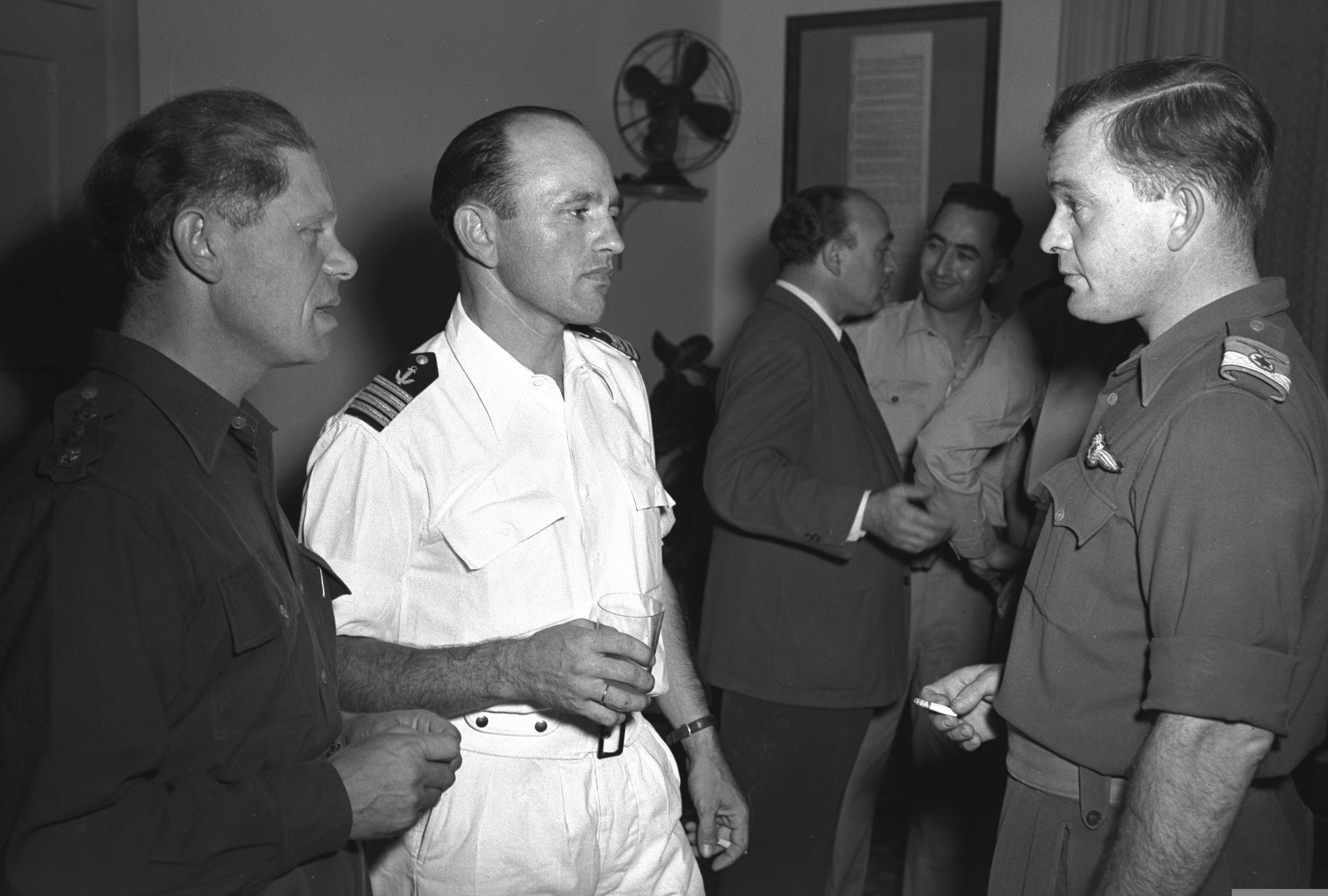
Allufowie Mosze Cadok, Szelomo Szamir i Aharon Remez (1949)

Aharon Remez (hebr.: אהרן רמז, ur. 8 maja 1919 w Tel Awiwie, zm. 3 kwietnia 1994 w Jerozolimie) – izraelski wojskowy, polityk, dyplomata i artysta, alluf, w latach 1948–1951 pierwszy dowódca Sił Powietrznych Izraela, w latach 1955–1957 poseł do Knesetu z listy Mapai, ambasador w Wielkiej Brytanii. Syn Dawida.

## Życiorys
Urodził się 8 maja 1919 w Tel Awiwie w ówczesnym Imperium Osmańskim jako syn Dawida Remeza (1886–1951), działacza syjonistycznego, później wieloletniego przewodniczącego Histadrutu, ministra i posła.
Ukończył szkołę średnią, udzielał się w organizacjach syjonistycznych, a w 1936 wstąpił do żydowskiej organizacji paramilitarnej Hagana. W latach 1939–1942 był emisariuszem organizacji młodzieżowej Habonim w Stanach Zjednoczonych, uczył się w tym czasie pilotażu samolotów na zlecenie i za pieniądze Agencji Żydowskiej. Podczas II wojny światowej na ochotnika zgłosił się do służby w Brytyjskich Siłach Powietrznych (RAF), w których służył jako pilot w latach 1942–1947. W latach 1945–1946 brał czynny udział w organizowaniu nielegalnej imigracji ocalałych z holocaustu Żydów do Palestyny. Latał na spitfire’ach
W 1947 ponownie wstąpił do Hagany, jako oficer operacyjny i szef służb lotniczych organizacji. Po uchwaleniu deklaracji niepodległości Izraela i powstaniu Sił Obronnych Izraela (CaHaL) został, w wieku dwudziestu dziewięciu lat, pierwszym dowódcą Sił Powietrznych. Z sukcesami dowodził izraelskim lotnictwem w wojnie o niepodległość Izraela, czerpiąc z doświadczeń wyniesionych z RAFu. W 1951 zrezygnował ze stanowiska, na skutek konfliktu z Szefem Sztabu Generalnego Sił Obronnych Izraela Jigaelem Jadinem. W latach 1951–1953 był szefem stałej delegacji Ministerstwa Obrony w Stanach Zjednoczonych odpowiedzialnej za zakupy sprzętu wojskowego dla młodego izraelskiego wojska. W latach 1953–1954 był doradcą ministra obrony (i premiera) Dawida Ben Guriona ds. lotnictwa. Wraz z Szimonem Peresem i Mosze Dajanem należał do ulubieńców premiera. W 1954 opuścił izraelskie wojsko w stopniu allufa (odpowiednik generała dywizji), a w latach 1954–1959 zasiadał w zarządzie największego i najstarszego izraelskiego przedsiębiorstwa inżynieryjno-budowlanego Solel Boneh.
W wyborach parlamentarnych w 1955 po raz pierwszy i jedyny dostał się do izraelskiego parlamentu z listy Partii Robotników Ziemi Izraela (Mapai). W Knesecie trzeciej kadencji zasiadał w komisjach spraw zagranicznych i obrony oraz budownictwa. 19 grudnia 1957 zrezygnował z zasiadania w parlamencie, a mandat objął po nim Amos Degani. W latach 1959–1960 był dyrektorem administracyjnym Instytutu Naukowego Weizmana w Rechowot, następne lata kierował departamentem współpracy międzynarodowej w Ministerstwie Spraw Zagranicznych. W latach 1965–1970 był ambasadorem Izraela w Wielkiej Brytanii, po powrocie do kraju przez siedem lat kierował Urzędem Portów i Kolejnictwa, a w latach 1977–1981 – Urzędem Lotnictwa.
W drugiej połowie życia aktywnie poświęcił się sztuce – zajmował się malarstwem, rzeźbą i stolarstwem.
Zmarł po długiej chorobie 3 kwietnia 1994 w Jerozolimie. Został pochowany na cmentarzu wojskowym na Wzgórzu Herzla